# Kim Pendavis
Kim Pendavis fue un artista, modelo de pasarela e icono de la cultura ball estadounidense, conocido por aparecer en el documental Paris is Burning.

## Vida y carrera
Kim se unió a una temprana edad a la escena de la cultura ball en la década de los años 80, después de ser expulsado de casa y abandonado por sus padres debido a su identidad.
Pasó a formar parte de la House of Pendavis, una de las casas más reconocidas de la escena ballroom. Estableció una fuerte amistad con Freddie Pendavis, quien cosía personalmente su ropa para desfilar en los balls.
Apareció en un papel destacado en la película documental de 1990 Paris is Burning, que muestra las vidas de los integrantes de la cultura ball en Nueva York a mediados de los 80. El documental fue dirigido por Jennie Livingston y fue nombrado ganador del Premio Teddy al mejor documental. A raíz del estreno Kim fue entrevistado en el programa de televisión The Joan Rivers Show junto con Pepper LaBeija, Dorian Corey, Willi Ninja y Freddie Pendavis.
Poco después de su aparición en el documental, Kim murió en algún momento entre 1992 y 1993 debido a una insuficiencia cardiaca.

## Homenajes
En 2022 apareció a través de archivos de imagen el episodio "Pride" de la serie web documental de la ABC Soul of a Nation, que narra el impacto y la historia de la comunidad afroamericana en Estados Unidos.

## Filmografía

### Cine
| Año  | Título           | Papel    | Notas      |
| ---- | ---------------- | -------- | ---------- |
| 1990 | Paris is Burning | Él mismo | Documental |

### Televisión
| Año  | Título               | Papel    | Notas      |
| ---- | -------------------- | -------- | ---------- |
| 1991 | The Joan Rivers Show | Él mismo | 1 episodio |